# Seraucourt-le-Grand
Seraucourt-le-Grand é uma comuna francesa na região administrativa de Altos da França, no departamento de Aisne. Estende-se por uma área de 10,56 km². Em 2010 a comuna tinha 775 habitantes (densidade: 73,4 hab./km²).